# Transit 2A
Transit 2A – amerykański technologiczny satelita wojskowy, który testował system nawigacji dla okrętów podwodnych US Navy przenoszących pociski balistyczne typu UGM-27 Polaris. Wraz ze statkiem wyniesiono również minisatelitę Solrad 1 / GRAB 1, w ramach testowania wynoszenia ładunków typu piggy-back („na doczepkę”), czyli małych satelitów doczepionych do ładunku głównego. Była to pierwsza udana próba wyniesienia dwóch połączonych statków za jednym razem i ich rozdzielenia w przestrzeni kosmicznej.

## Budowa i działanie

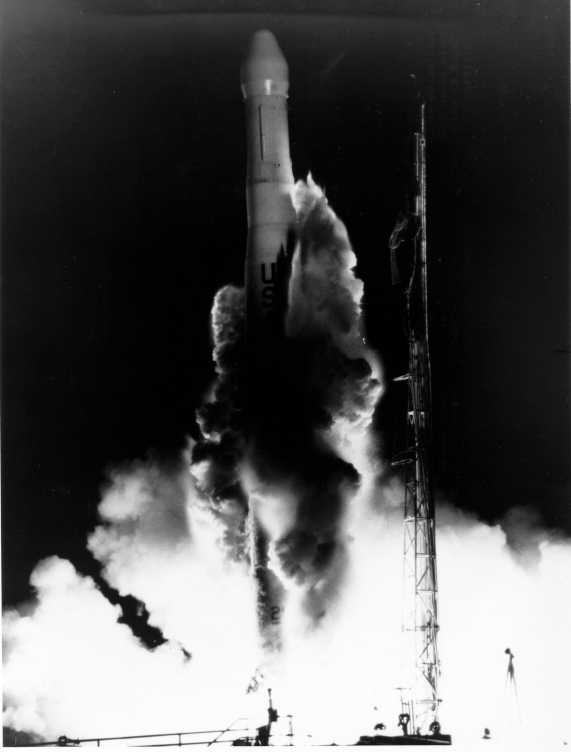
Start rakiety Thor Able Star z satelitą Transit 2A i GRAB 1

Statek został zbudowany przez Johns Hopkins University na zlecenie Departamentu Obrony USA. Statek był kulą o średnicy 0,914 m. Posiadał ogniwa słoneczne ładujące akumulatory NiCd. Statek posiadał system zmniejszający prędkość obrotową – wypuszczał dwa ciężarki umieszczone na długim drucie, które po zmniejszeniu ruchu wirowego, były odrzucane.
Ładunkiem użytkowym statku były nadajniki radiowe z bardzo stabilnymi oscylatorami. Nadawały na częstościach: 54 MHz (200 mW), 162 MHz (140 mW), 216 MHz (140 mW), 324 MHz (50 mW). Statek posiadał także czujnik podczerwieni, do mierzenia albedo Ziemi, radiometr (3,8 MHz ± 20kHz), do pomiaru radiowego szumu kosmicznego. Ten ostatni przestał działać 24 sierpnia 1960.